# Клемънтайн Чърчил
Клемънтайн Огълви Спенсър-Чърчил, баронеса Спенсър-Чърчил (на английски: Clementine Ogilvy Spencer-Churchill, Baroness Spencer-Churchill; по баща Хозиър (Hozier); 1 април 1885– 12 декември 1977) е съпругата на Уинстън Чърчил и доживотен пер.

## Живот

### Произход и ранен живот
Клемънтайн е родена в Мейфеър, Лондон, в семейството на Хенриета Бланш Хозиър (1852 – 1925), дъщеря на Дейвид Огилви, десетият граф Арли, и сър Хенри Монтагю Хозиър (1838 – 1907), чиято втора съпруга е. Тя е второ дете от четири (три дъщери и един син). Бащинството на Клемънтайн обаче е предмет на известен спор, тъй като лейди Бланш е била известна със споделянето на благоразположението си. След като сър Хенри заварва лейди Бланш с любовник през 1891 г. тя успява да предотврати делото за развод поради неговите собствени изневери, след което двамата се разделят. Лейди Бланш поддържа, че биологическият баща на лейди Клемънтайн и сестра ѝ Кити е капитан Уилям Джордж „Бей“ Мидълтън, известен ездач; Мери Соумс, най-малкото дете на Уинстън и Клемънтайн Чърчил вярва в това. От друга страна биографът Джоан Хардуик, изказва предположение (отчасти основано на предполагаемата стерилност на сър Хенри Хозиър), че всички деца „Хозиър“ на лейди Бланш са от Алджернън Бертрам Фрийман-Митфорд (1837 – 1916), съпруг на сестра ѝ, и по-известен като дядо на известните сестри Митфорд от 20-те и 30-те години на 20 век. Какъвто и да е истинският ѝ произход, лейди Клемънтайн е записана като дъщеря на Хенри и Бланш.
Клемънтайн се образова първо у дома, а след това в девическото училище Бъркхамстед и в Сорбоната в Париж. Тя двукратно тайно е сгодена за сър Сидни Пийл, който се влюбил в нея, когато била на осемнайсет.

### Женитба
На 12 септември 1908 г. в църквата„ Сейнт Маргаретс“ в Уестминстърското абатство Клемънтин се омъжва за Уинстън Чърчил, повече от десетилетие по-възрастен от нея и вече опитен член на Парламента. Те имат пет деца.
Въпреки стреса на обществения живот бракът на Чърчил е стабилен и изпълнен с обич.

### Първата световна война
През Първата световна война Клемънтайн Чърчил организира столове за работници, произвеждащи муниции от страна на Християнската асоциация на младите мъже (YMCA) в Североизточния столичен район на Лондон.

### 30-те години
През 30-те години Клемънтайн плава с Уинстън на борда на яхтата на лорд Мойн, Росаура, до екзотичните острови Борнео, Целебес, Молукските острови, Нова Каледония и Новите Хебриди. По време на плаването има връзка с Терънс Филип, богат търговец на изкуство, седем години по-млад от нея. Връзката е такава, че не може да надживее знойния климат, но за нея е от значение. Тя донася от пътуването гълъб от Бали. Когато той умира, тя го погребва в градината под слънчев часовник, в чиято основа написва:
HERE LIES THE BALI DOVE

It does not do to wander

Too far from sober men.

But there’s an island yonder,

I think of it again.
Като съпруга на политик, който често възприема спорни позиции, Клемънтайн е свикнала да бъде демонстративно пренебрегвана и нагрубявана от съпругите на други политици. Тя обаче не може да търпи. Пътувайки веднъж с лорд Мойн и гостите му, групата слуша предаване на BBC, в което говорителят, страстен привърженик на помирителната политика, критикува Уинстън по име. Вера, лейди Брайтън, гост на Мойн, казва „чуйте, чуйте“ за критиката на Чърчил. Клемънтайн очаква домакинът да се намеси някак, но когато това не се случва, тя се втурва в каютата си, написва прощална бележка на лорд Мойн и си събира багажа. Лейди Брайтън идва и умолява Клемънтайн да остане, но тя не приема извинение за обидата срещу съпруга ѝ, слиза на брега и отпътува за дома на следващата сутрин.

### Втората световна война
По време на Втората световна война тя е председател на Фонда за помощ на Русия на Червения кръст, президент на Военновремевия апел на Християнската асоциация на младите жени (YWCA) и председател на Родилния дом за съпруги на младши офицери Фулмър Чейс. Болницата в Хароу, Мидълсекс, носи нейното име.

### След войната
След войната е удостоена с почетни степени от Глазгоуския и Оксфордския университет, а през 1976 г. и от Бристолския университет. През май 1965 г. е провъзгласена за доживотен пер като баронеса Спенсър-Чърчил от Чартуел, Графство Кент. Тя е независима в Камарата на лордовете, но увеличаващата ѝ се глухота не ѝ позволява да взема редовно участие в парламентарния живот.
Като много възрастни британци лейди Спенсър-Чърчил намира, че растящата инфлация и повишаващите се разходи правят трудно посрещането на житейските разноски. В началото на 1977 г. тя изпраща пет картини на покойния си съпруг на търг. Продажбата преминава много по-добре от очакваното и я спасява от финансовите затруднения. Едва след смъртта ѝ става ясно, че е унищожила известния портрет на съпруга ѝ от Греъм Съдърленд, защото не ѝ харесвал.
Лейди Спенсър-Чърчил умира на 12 декември 1977 г. в Принсес Гейт, Найтсбридж, Лондон, от сърдечен удар. Погребана е при съпруга си и починалите си деца в църквата „Сейнт Мартинс“ в Блейдън близо до Удсток в Оксфордшър.

## Деца
- Диана (1909 – 1963)
- Рандолф (1911 – 1968)
- Сара (1914 – 1982)
- Мериголд (1918 – 1921)
- Мери (* 1922)